# 趙實中
趙實中，浙江台州府黃岩縣人，明朝政治人物、進士出身。
鄉試二十名。洪武四年，會試第六名，登進士三甲，授汝寧府確山縣縣丞。